# Bank Central Asia
Bank Central Asia (BCA або PT Bank Central Asia Tbk) — найбільший приватний банк Індонезії і третій банк країни за розміром активів (після державних Bank Mandiri і Bank Rakyat Indonesia). Заснований 10 серпня 1955 року, штаб-квартира розташована в Джакарті (BCA Tower). З травня 2000 року котирується на фондовій біржі (код — BBCA). У 2014 році Bank Central Asia мав 16,7 тис. банкоматів і 1,1 тис. відділень, він обслуговував 13370 рахунків і 2580 кредитних карт. Станом на весну 2015 року активи Bank Central Asia становили 44,6 млрд дол., ринкова вартість — 28,9 млрд дол., оборот — 4,4 млрд дол., прибуток — 1,4 млрд дол., число співробітників — 23,1 тис. осіб.
Найбільш сильно Bank Central Asia представлений на Яві, Суматрі і Калімантані, також він має зарубіжні філії (Сінгапур і Гонконг). Фінансові послуги банку включають депозитні та ощадні рахунки, кредитування (у тому числі споживчі кредити та кредити для поповнення оборотних коштів), грошові перекази, валютні операції, електронний банкінг, кредитні картки, управління готівкою операціями, банківське страхування, банківські гарантії, обслуговування експортно-імпортних операцій, інвестиційні продукти та послуги сейфу.

## Історія
Bank Central Asia заснований в 1955 році китайським підприємцем Судоно Салімом (уродженець провінції Фуцзянь). За правління президента Сухарто, сини якого були співвласниками банку, він був ядром найбільшого індонезійського фінансово-промислового конгломерату Salim Group (до 1992 року активи Групи Саліма становили 5 % ВВП Індонезії).
Азійська фінансова криза сильно вдарила по Bank Central Asia, привівши до відтоку депозитів, і в 1998 році банк навіть тимчасово перейшов під управління уряду (до 1999 року державі належало понад 90% акцій BCA). Незабаром Bank Central Asia реструктуризував "погані" позики, відновив свою фінансову стабільність і в 2001 році вийшов з режиму санації. У 2002 році контрольний пакет акцій банку був проданий Farindo Investment (Маврикій). У 2008 році в Джакарті була побудована нова штаб-квартира банку — 230-метровий 56-поверховий хмарочос BCA Tower (або Menara BCA). У 2013 році банк придбав компанію з кредитування мотоциклів і почав просувати мобільні банківські послуги.

## Акціонер
Сьогодні контрольний пакет Bank Central Asia (BCA) через Farindo Investment належить тютюновим магнатам, братам-хуацяо Роберту і Майклу Хартоно. Ентоні Салім, син Судоно Саліма і керівник конгломерату Salim Group, продовжує володіти невеликим пакетом акцій Bank Central Asia. Крім того, невеликі пакети акцій банку належать американським компаніям Vanguard Group, BlackRock, Fidelity Investments, JPMorgan Chase і T. Rowe Price, а також швейцарської Vontobel Asset Management.